# سكة حديد طنجة القنيطرة (عالية السرعة)
طنجة - القنيطرة إل جي في "LGV" هو خط مغربي عالي السرعة، يبلغ 200 كيلومتر . افتتح يوم 15 نوفمبر 2018  ودخول خدمة الركاب يوم 26 نوفمبر 2018 . وقد سجل تنقل 2.5 مليون مسافر عبر قطاراته خلال سنة من الاستعمال في مايو 2019. تم تعيين وصلات السكك الحديدية بواسطة علامة البراق.

## أهداف المشروع
هذا الخط عالي السرعة هو الرابط الأول في مشروع LGV المغربي الذي يهدف إلى تزويد البلاد بحلول عام 2030 ب 1 500 km  من خطوط السكك الحديدية عالية السرعة. يتضمن مشروع الخطوط الجديد محورين: الدار البيضاء-وجدة في 3 ساعات (خط مغاربي 600 km) وطنجة الدار البيضاء-أكادير في 4 ساعات (خط أطلسي 900 km). وصلة طنجة - القنيطرة (200 km)  هي المرحلة الأولى من مشروع LGV أطلنتيك المغربي.
من ناحية أخرى، فإن الدراسات الأولية لتحقيق نفق جبل طارق قيد التقدم تجعل من الممكن تصور خط سكة حديد أفريقيا-أوروبا مما يجعل من الممكن الربط بين LGV الرباط - مدريد في ست ساعات والرباط - باريس في عشر ساعات. وبدلاً من ذلك، فإن المسار المفضل على الجانب الإسباني سيتوافق مع محور طنجة - الجزيرة الخضراء - أنتيكيرا - مدريد  والذي يوجد منه حوالي 150 km من LGV لإنجازه بدلاً من استخدام Cadiz-Seville LGV الموجود على 50 km من الساحل المغربي والتي هي في طور الانتهاء منها  ومن ثم استخدام أول إل جي في إل جي إل في مدريد مدريد - إشبيلية، بنيت في عام 1992 للمعرض العالمي. وبالتالي فإن هذا الخط هو استمرار أيضًا لمشاريع السكك الحديدية الأوروبية عالية السرعة تحت اسم LGV Transversale (أو اسكندنافيا - المغرب) التي ينتهي نهايتها ستوكهولم والدار البيضاء التي تعبر سبع دول في ست عشرة ساعة وفقًا للطريق التالي. : ستوكهولم - كوبنهاجن - كولونيا - بروكسل - باريس - مدريد - [طنجة - الدار البيضاء]. تم الانتهاء من معظم هذا الطريق السريع للسكك الحديدية عالية السرعة لنحو 3 000 km من هامبورغ إلى طول الكابل للطرف الجنوبي لإسبانيا. ما وراء ألمانيا نحو الدول الاسكندنافية وتحت الطرف الجنوبي الإيبري، تتم مناقشة مشاريع الأنفاق لمضيق فيهمارن وجبل طارق على التوالي ودفعها إلى ما بعد عام 2020.
مشروع هذا الخط عالية السرعة لديه الهدف المباشر ليربط بين اثنين من أقطاب اقتصادية شكلت من قبل اثنين من محاور البحرية المغربية، المحيط الأطلسي ميناء الدار البيضاء والبحر الأبيض المتوسط طنجة المتوسط والمناطق المجاورة لها النشاط.
أما عن المستقبل ما يسمى بالخط المغاربي المسمى " القطار المغاربي فائق السرعة "(TGV-M)، ويهدف إلى ربط الدار البيضاء بالجزائر (الجزائر)، وهما دولتان كبيرتان في المغرب الكبير، في أربع ساعات. إنه جزء من مشروع يجب أن يربط الدار البيضاء بطرابلس (ليبيا) عبر تونس (تونس). كشف النقاب عن المشروع لأول مرة عام avril 2015أبريل 2015، يجب أن تكون جاهزة بحلول عام 2030.

## التاريخ

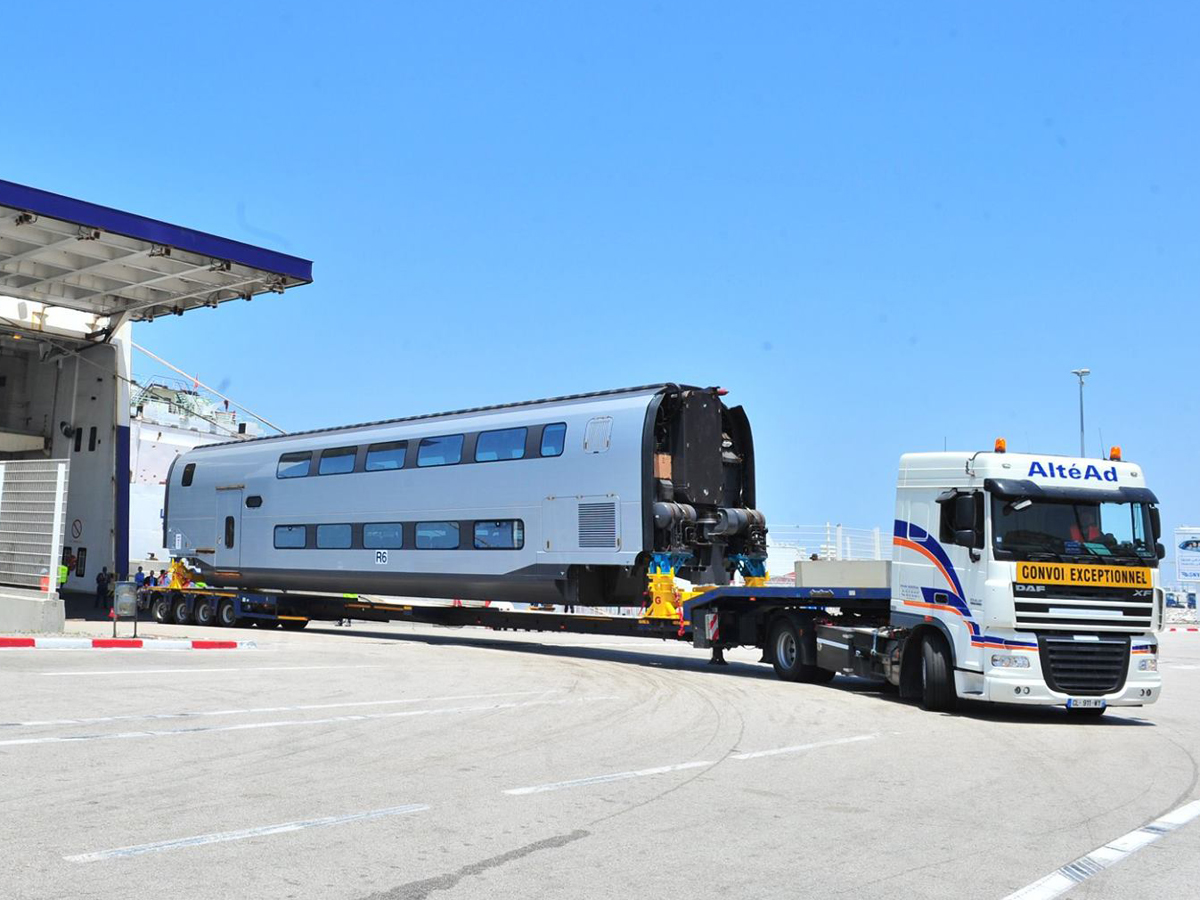
تسليم سيارة TGV 2N2 مخصصة لـ ONCF في يوليو 2015.

وقعت مذكرة التفاهم الأولى خلال لقاء بين نيكولا ساركوزي ومحمد السادس في أكتوبر 2007 ، ووقع عليه الوزراء جان لوي بورلو وكريم غلاب.
ال 10 من دجنبر تم التوقيع على المسودة النهائية في شكل ست اتفاقيات. وقد تم طلب 14 قطارًا من المورد الستوم مقابل 400 مليون اورو 
ثم قام 60 مهندسًا من الشركة الوطنية للسكك الحديدية (فرنسا) والمكتب الوطني للسكك الحديدية بإجراء الدراسات اللازمة قبل بدء العمل  ، الذي تم إطلاقه في 29 دجنبر 2019 بحضور محمد السادس ونيكولا ساركوزي وغويوم بيبي.
بعد عام من تكليفه، أفاد المكتب الوطني للسكك الحديدية (ONCF) أن ما يقرب من 2.5 مليون مسافر قد سافروا على متن البراق. يناير أكتوبر 2019 حمل 7000 قطار عالي السرعة ما متوسطه 8,250 راكبًا يوميًا. بالإضافة إلى ذلك، وفقًا للمكتب، هناك معدل احترام المواعيد يبلغ 97٪ في 28 نزهة وعودة يومية ومعدل رضا العملاء 92٪.

## الخط

### أثر
يمتد خط طنجة - القنيطرة إل جي في على مسافة 200 km . ويتبع مسارًا جديدًا، يتم اختصاره مقارنة بالخط الكلاسيكي الحالي والذي يمتد على طول ساحل المحيط الأطلسي، مما دفع إلى إضافة مرشحات رملية بحرية إلى قطاراتتي جي في (2أن2)

### محطات القطار
- محطة قطار طنجة فيل
- محطة القنيطرة

سيتم بناء محطة القنيطرة المستقبلية على مساحة 9,900 متر مربع، بميزانية تبلغ 340 مليون درهم (34 مليون دولار). سيتم تصميمه من قبل المهندس المعماري المغربي عمر كوبيتيه، المرتبط بالشركات الفرنسية العمارة Silvio D'Ascia و Erik Giudice Architecture. ستوفر محطة القنيطرة وصلات إلى مكناس وفاس وتازا ووجدة والناظور.
- محطة الرباط أكدال
- محطة كازا فوييجورز

## الخدمة

### وقت السفر

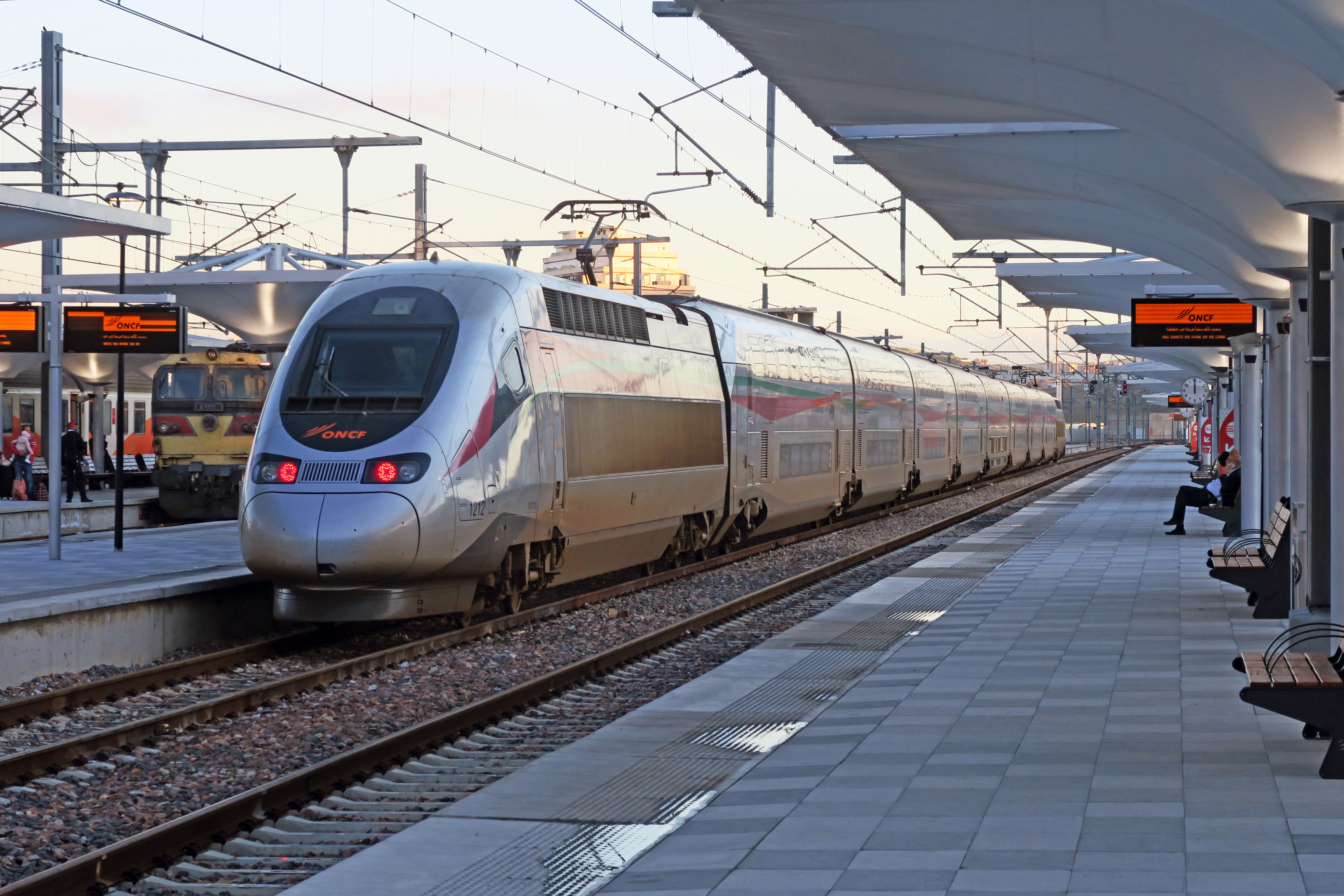
قطار في محطة طنجة فيل.

| محطة                   | وقت الخط الكلاسيكي | الوقت في عام 2018 | الوقت في عام 2020 |
| ---------------------- | ------------------ | ----------------- | ----------------- |
| طنجة - القنيطرة        | 3 س 15             | 50 دقيقة          | 47 دقيقة          |
| طنجة - الرباط          | 3h45               | 1 س 20            | 1h00              |
| طنجة - الدار البيضاء   | 4:45               | 2h10              | 1h30              |
| الرباط - الدار البيضاء | 55 دقيقة           | 50 دقيقة          | 30 دقيقة          |

## الأثر الاجتماعي والاقتصادي
ستوفر طنجة- القنيطرة LGV خدمة عالية السرعة لأربعة تجمعات من أكثر من مليون نسمة تمتد كل منها من طنجة إلى الدار البيضاء عبر العاصمة الرباط، على نفس الطريق الذي سيربطه القطار عالي السرعة مطار الدار البيضاء (8 مليون مسافر في السنة) مطارات الرباط وطنجة التي تقترب من مليون مسافر لكل منهما، من ميناءين بطريقين للركاب في طنجة يضمنان تدفق 3.5 مليون مسافر في السنة، بالإضافة إلى ذلك، تجلب وصلات الخطوط الكلاسيكية 7.4 و 10 ملايين راكب رئيسي إلى الدار البيضاء والقنيطرة على التوالي.

## التمويل
تبلغ تكلفة الخط السريع طنجة - القنيطرة 20 مليار درهم (1.8 مليار يورو) تشكل جزءا من عقد برنامج عالمي بقيمة 33 مليار درهم بين الدولة المغربية وONCF للفترة 2010 -2015، بلغ الإغلاق المالي لـ 20 مليار درهم المخصص للمشروع عالي السرعة 55 ٪ في الربع الثالث من 2011 أو 10.9  مليار درهم مُنحت، سيتم الالتزام بـ 9.1 مليار درهم المتبقية بالكامل في 2012، كما يؤكد كريم غلاب، وزير النقل والتجهيز المغربي.

## مذكرات ومراجع
1. ↑  Le Maroc inaugure le premier TGV d’Afrique, made in SNCF https://www.lemonde.fr/entreprises/article/2018/11/15/le-maroc-lance-le-premier-tgv-africain-made-in-sncf_5383754_1656994.html نسخة محفوظة 2020-02-14 على موقع واي باك مشين.
2. ↑  "Le TGV marocain transportera bientôt son millionième voyageur". Le Desk (بالإنجليزية الأمريكية). Archived from the original on 2020-07-21. Retrieved 2020-02-21.
3. ↑  "SM Le Roi Mohammed VI baptise le Train à Grande Vitesse marocain du nom d'AL BORAQ". oncf.ma. 12 juillet 2018. مؤرشف من الأصل في 2019-11-04. اطلع عليه بتاريخ 24 juillet 2018. {{استشهاد ويب}}: تحقق من التاريخ في: |تاريخ الوصول= و|تاريخ= (مساعدة).
4. ↑  Schéma prévoyant 1 500 km de LGV en 2030 Oncf.ma نسخة محفوظة 13 يوليو 2018 على موقع واي باك مشين.
5. ↑  Travaux du TGV Tanger-Casablanca Afriquejet.com نسخة محفوظة 2011-09-30 على موقع واي باك مشين.
6. ↑  Schéma des projets LGV européens neovist.org. نسخة محفوظة 27 يوليو 2017 على موقع واي باك مشين.
7. ↑  Future LGV Antequera-Ronda ElPais.es نسخة محفوظة 2019-05-29 على موقع واي باك مشين.
8. ↑  LGV Séville-Cadix
9. ↑  "TGV-M Le TGV maghrébin à l'étude". Lexpressiondz.com. 31 mars 2007. مؤرشف من الأصل في 2018-11-21. {{استشهاد ويب}}: تحقق من التاريخ في: |تاريخ= (مساعدة)
10. ↑  "Train. Le Maghreb rêve de son TGV". Ouest-France. 29 avril 2015. مؤرشف من الأصل في 22 يوليو 2020. {{استشهاد ويب}}: تحقق من التاريخ في: |تاريخ= (مساعدة)
11. ↑  "Le Maroc dit oui au TGV, non au Rafale". Lexpress.fr. 23 octobre 2007. مؤرشف من الأصل في 13 يونيو 2018. اطلع عليه بتاريخ 7 novembre 2018. {{استشهاد ويب}}: تحقق من التاريخ في: |تاريخ الوصول= (مساعدة)
12. ↑  "S.M. le Roi Mohammed VI préside la cérémonie de signature de six conventions relatives au projet de TGV Tanger-Casablanca". Le Matin. 10 décembre 2010. مؤرشف من الأصل في 2020-02-03. اطلع عليه بتاريخ 5 novembre 2018. {{استشهاد ويب}}: تحقق من التاريخ في: |تاريخ الوصول= و|تاريخ= (مساعدة)
13. ↑  "Le Maroc achète 14 rames de TGV". Le Monde. 10 décembre 2010. مؤرشف من الأصل في 2018-02-22. اطلع عليه بتاريخ 7 novembre 2018. {{استشهاد ويب}}: تحقق من التاريخ في: |تاريخ الوصول= و|تاريخ= (مساعدة)
14. ↑  Samuel Miller (10 décembre 2010). "ONCF et Alstom signent un accord pour la fourniture au Maroc de 14 trains à très grande vitesse". Alstom. مؤرشف من الأصل في 19 أبريل 2019. اطلع عليه بتاريخ 7 novembre 2018. {{استشهاد ويب}}: تحقق من التاريخ في: |تاريخ الوصول= و|تاريخ= (مساعدة) والوسيط |author1= مفقود (مساعدة)
15. ↑  Fin d'études d'avant projet et validation technique Lavieeco.com نسخة محفوظة 23 يوليو 2018 على موقع واي باك مشين.
16. ↑  "Au Maroc, Sarkozy lance le premier « TGV arabe »". Le Parisien. 30 septembre 2011. مؤرشف من الأصل في 2019-05-01. اطلع عليه بتاريخ 7 novembre 2018. {{استشهاد ويب}}: تحقق من التاريخ في: |تاريخ الوصول= و|تاريخ= (مساعدة)
17. ↑  "Al Boraq souffle sa première bougie avec 2,5 millions de voyageurs". Al HuffPost Maghreb (بالفرنسية). 20 Nov 2019. Archived from the original on 2020-07-22. Retrieved 2019-11-21.
18. ↑  Qui va concevoir les gares TGV marocaines نسخة محفوظة 2018-06-13 على موقع واي باك مشين.
19. ↑  "Inauguration du TGV marocain: ce qu'il faut savoir sur ce méga projet (Round up)". medias24.com. 14 novembre 2018. مؤرشف من الأصل في 2019-12-30. اطلع عليه بتاريخ 19 novembre 2018. {{استشهاد ويب}}: تحقق من التاريخ في: |تاريخ الوصول= و|تاريخ= (مساعدة)
20. ↑  c.f. page 7 du rapport de la BAD afdb.org نسخة محفوظة 31 مارس 2019 على موقع واي باك مشين. [وصلة مكسورة]
21. ↑  Explications détaillées de Karim Ghellab Aufaitmaroc.com نسخة محفوظة 2012-01-04 على موقع واي باك مشين. [وصلة مكسورة]